# Nützel von Sündersbühl
La famiglia Nützel von Sündersbühl fu una famiglia nobile del patriziato di Norimberga nel cui consiglio sedette dal 1319 al 1747.

## Storia
L'origine della famiglia non è chiara. Nel 1272 un membro della famiglia Nützel venne menzionato per la prima volta come residente a Norimberga, Wernher Nutzel. I membri della casata dovettero ad ogni modo aver fatto facilmente fortuna se già dal XIV secolo acquisirono il feudo di Sündersbühl e furono rappresentati nel Consiglio interno della città dal 1319. Probabilmente per via del loro matrimonio con la famiglia Stromer, i Nutzes acquisirono un loro stemma contraddistinto da un giglio, approvato dal consiglio cittadino dopo uno scontro araldico tra le due famiglie, nel 1380. Lo stemma venne modificato nel XVI secolo con l'aggiunta di un'aquila nera d'argento per meglio distinguere le due casate.
Come molte famiglie patrizie di Norimberga, i Nutzel aumentarono la loro ricchezza attraverso il commercio a distanza di rame, argento e stagno. Divennero appaltatori minerari nelle aree boeme di Joachimsthal, Kuttenberg e Schlaggenwald, nonché in Turingia, nelle aree attorno a Mansfeld e Graefenthal dall'inizio del XVI secolo. I Nutzel iniziarono nel medesimo periodo a prestare servizio anche a favore della città imperiale di Norimberga, con incarichi di rappresentanza ed ambascerie politiche e commerciali.
La casata dei Nutzel si estinse nel 1747 ed i loro beni vennero ereditati dagli Haller e dagli Stromer.

## Membri notabili
- Kaspar Nutzel (1471-1529), consigliere di Norimberga nel 1502, nel 1503 sindaco, dal 1504-1517 consigliere per la città di Norimberga ad Ansbach, Heidelberg, Bamberga e Würzburg, nel 1509-1515 ambasciatore permanente presso la Confederazione Sveva, nel 1514 custode del monastero Clarak, amministratore del sigillo segreto, nel 1515 maestro delle tasse della città di Norimberga, nel 1521 rappresentante di Norimberga alla dieta di Worms, capitano nel 1524, responsabile dell'ospedale di Norimberga.
- Berthold Nutzel († 1449), fu commissionato di Norimberga nel 1444 e presso re Federico III. Prese parte alla dieta di Spira.
- Gabriel Nutzel (1514-1576), consigliere di Norimberga, diplomatico nei negoziati (dimostratisi poi infruttuosi) per cercare di spostare il potere economico dalle città anseatiche alle metropoli commerciali della Germania settentrionale di Augusta, Norimberga, Strasburgo e Ulma alla fine del XVI secolo.
- Karl Nutzel (1557-1614), consigliere della città di Norimberga.
- Joachim Nutzel (1629–1671), consigliere della città di Norimberga, fondò l'accademia dei pittori nel 1662 insieme a Elias von Goedeler e all'incisore Jacob von Sandrart (oggi Accademia di Belle Arti di Norimberga).